# Vuelta a España 2006
La Vuelta a España 2006, sessantunesima edizione della corsa, si svolse in ventuno tappe dal 26 agosto al 17 settembre 2006, per un percorso totale di 3 202 km. Fu vinta dal kazako Aleksandr Vinokurov che terminò in 81h23'27".

## Tappe
| Tappa  | Data         | Percorso                                             | km    | Vincitore di tappa                | Leader cl. generale |
| ------ | ------------ | ---------------------------------------------------- | ----- | --------------------------------- | ------------------- |
| 1ª     | 26 agosto    | Malaga (Cron. a squadre)                             | 7,3   | Team CSC                          | Carlos Sastre       |
| 2ª     | 27 agosto    | Malaga > Cordova                                     | 176   | Paolo Bettini                     | Thor Hushovd        |
| 3ª     | 28 agosto    | Cordova > Almendralejo                               | 219   | Francisco Ventoso                 | Thor Hushovd        |
| 4ª     | 29 agosto    | Almendralejo > Cáceres                               | 135   | Erik Zabel                        | Thor Hushovd        |
| 5ª     | 30 agosto    | Plasencia > La Covatilla                             | 178   | Danilo Di Luca                    | Danilo Di Luca      |
| 6ª     | 31 agosto    | Zamora > León                                        | 177   | Thor Hushovd                      | Danilo Di Luca      |
| 7ª     | 1º settembre | León > Alto de el Morredero                          | 154,2 | Alejandro Valverde                | Janez Brajkovič     |
| 8ª     | 2 settembre  | Ponferrada > Lugo                                    | 181   | Aleksandr Vinokurov               | Janez Brajkovič     |
| 9ª     | 3 settembre  | A Fonsagrada > La Cobertoria                         | 207   | Aleksandr Vinokurov               | Alejandro Valverde  |
|        | 4 settembre  | giorno di riposo                                     |       |                                   |                     |
| 10ª    | 5 settembre  | Avilés > Museo de Altamira (Santillana del Mar)      | 199   | Sérgio Paulinho                   | Alejandro Valverde  |
| 11ª    | 6 settembre  | Torrelavega > Burgos                                 | 173   | Egoi Martínez                     | Alejandro Valverde  |
| 12ª    | 7 settembre  | Aranda de Duero > Guadalajara                        | 169,3 | Luca Paolini                      | Alejandro Valverde  |
| 13ª    | 8 settembre  | Guadalajara > Cuenca                                 | 180   | Samuel Sánchez                    | Alejandro Valverde  |
| 14ª    | 9 settembre  | Cuenca > Cuenca (Cron. individuale)                  | 33,2  | David Millar                      | Alejandro Valverde  |
| 15ª    | 10 settembre | Motilla del Palancar > Factoria Ford                 | 182   | Robert Förster                    | Alejandro Valverde  |
|        | 11 settembre | giorno di riposo                                     |       |                                   |                     |
| 16ª    | 12 settembre | Almería > Osservatorio di Calar Alto                 | 145   | Igor Antón                        | Alejandro Valverde  |
| 17ª    | 13 settembre | Adra > Granada                                       | 167   | Tom Danielson Aleksandr Vinokurov | Aleksandr Vinokurov |
| 18ª    | 14 settembre | Granada > Sierra de La Pandera                       | 153   | Andrej Kašečkin                   | Aleksandr Vinokurov |
| 19ª    | 15 settembre | Jaén > Ciudad Real                                   | 205   | José Luis Arrieta                 | Aleksandr Vinokurov |
| 20ª    | 16 settembre | Rivas Futura > Rivas-Vaciamadrid (Cron. individuale) | 27    | Aleksandr Vinokurov               | Aleksandr Vinokurov |
| 21ª    | 17 settembre | Madrid > Madrid                                      | 142   | Erik Zabel                        | Aleksandr Vinokurov |
| Totale | Totale       | Totale                                               | 3 202 |                                   |                     |

## Squadre e corridori partecipanti
Le 22 squadre partecipanti alla gara furono:
| N.      | Cod. | Squadra            |
| ------- | ---- | ------------------ |
| 1-9     | RAB  | Rabobank           |
| 11-19   | CSC  | Team CSC           |
| 21-29   | A2R  | AG2R Prévoyance    |
| 31-39   | BTL  | Bouygues Télécom   |
| 41-49   | C.A  | Crédit Agricole    |
| 51-59   | CEI  | Caisse d'Epargne   |
| 61-69   | COF  | Cofidis            |
| 71-79   | DSC  | Discovery Channel  |
| 81-89   | DVL  | Davitamon-Lotto    |
| 91-99   | EUS  | Euskaltel-Euskadi  |
| 101-109 | FDJ  | Française des Jeux |

| N.      | Cod. | Squadra                |
| ------- | ---- | ---------------------- |
| 101-109 | FDJ  | Française des Jeux     |
| 111-119 | GST  | Gerolsteiner           |
| 121-129 | LAM  | Lampre-Fondital        |
| 131-139 | LIQ  | Liquigas               |
| 141-149 | MRM  | Team Milram            |
| 151-159 | PHO  | Phonak Hearing Systems |
| 161-169 | QSI  | Quick Step-Innergetic  |
| 171-179 | REL  | Relax-GAM              |
| 181-189 | SDV  | Saunier Duval-Prodir   |
| 191-199 | TMO  | T-Mobile Team          |
| 201-209 | AST  | Astana                 |

## Dettagli delle tappe

### 1ª tappa
- 26 agosto: Malaga – cronometro a squadre – 7,3 km

Risultati
| Pos. | Squadra                        | Tempo |
| ---- | ------------------------------ | ----- |
| 1    | Team CSC                       | 7'36" |
| 2    | Caisse d'Epargne-Illes Balears | a 7"  |
| 3    | Team Milram                    | a 8"  |

| Pos. | Corridore      | Squadra  | Tempo |
| ---- | -------------- | -------- | ----- |
| 1    | Carlos Sastre  | Team CSC | 7'36" |
| 2    | Lars Bak       | Team CSC | s.t.  |
| 3    | Nicki Sørensen | Team CSC | s.t.  |

### 2ª tappa
- 27 agosto: Malaga > Cordova – 167 km

Risultati
| Pos. | Corridore     | Squadra         | Tempo    |
| ---- | ------------- | --------------- | -------- |
| 1    | Paolo Bettini | Quick Step      | 4h19'31" |
| 2    | Thor Hushovd  | Crédit Agricole | s.t.     |
| 3    | Luca Paolini  | Liquigas        | s.t.     |

| Pos. | Corridore      | Squadra         | Tempo    |
| ---- | -------------- | --------------- | -------- |
| 1    | Thor Hushovd   | Crédit Agricole | 4h27'00" |
| 2    | Paolo Bettini  | Quick Step      | a 2"     |
| 3    | Stuart O'Grady | Team CSC        | a 7"     |

### 3ª tappa
- 28 agosto: Cordova > Almendralejo – 220 km

Risultati
| Pos. | Corridore         | Squadra         | Tempo    |
| ---- | ----------------- | --------------- | -------- |
| 1    | Francisco Ventoso | Saunier Duval   | 5h43'45" |
| 2    | Thor Hushovd      | Crédit Agricole | s.t.     |
| 3    | Stuart O'Grady    | Team CSC        | s.t.     |

| Pos. | Corridore         | Squadra         | Tempo     |
| ---- | ----------------- | --------------- | --------- |
| 1    | Thor Hushovd      | Crédit Agricole | 10h10'33" |
| 2    | Stuart O'Grady    | Team CSC        | a 11"     |
| 3    | Francisco Ventoso | Saunier Duval   | a 12"     |

### 4ª tappa
- 29 agosto: Almendralejo > Cáceres – 142 km

Risultati
| Pos. | Corridore          | Squadra         | Tempo    |
| ---- | ------------------ | --------------- | -------- |
| 1    | Erik Zabel         | Team Milram     | 3h24'46" |
| 2    | Thor Hushovd       | Crédit Agricole | s.t.     |
| 3    | Jean-Patrick Nazon | AG2R Prév.      | s.t.     |

| Pos. | Corridore      | Squadra         | Tempo     |
| ---- | -------------- | --------------- | --------- |
| 1    | Thor Hushovd   | Crédit Agricole | 13h34'59" |
| 2    | Erik Zabel     | Team Milram     | a 27"     |
| 3    | Stuart O'Grady | Team CSC        | s.t.      |

### 5ª tappa
- 30 agosto: Plasencia > Estación de Esquí La Covatilla (Béjar) - 178 km

Risultati
| Pos. | Corridore       | Squadra       | Tempo    |
| ---- | --------------- | ------------- | -------- |
| 1    | Danilo Di Luca  | Liquigas      | 5h02'25" |
| 2    | Janez Brajkovič | Discovery Ch. | s.t.     |
| 3    | Andrej Kašečkin | Astana        | a 7"     |

| Pos. | Corridore       | Squadra       | Tempo     |
| ---- | --------------- | ------------- | --------- |
| 1    | Danilo Di Luca  | Liquigas      | 18h37'56" |
| 2    | Janez Brajkovič | Discovery Ch. | a 4"      |
| 3    | Andrej Kašečkin | Astana        | a 18"     |

### 6ª tappa
- 31 agosto: Zamora > León - 177 km

Risultati
| Pos. | Corridore     | Squadra         | Tempo    |
| ---- | ------------- | --------------- | -------- |
| 1    | Thor Hushovd  | Crédit Agricole | 4h09'10" |
| 2    | André Greipel | T-Mobile        | s.t.     |
| 3    | Erik Zabel    | Team Milram     | s.t.     |

| Pos. | Corridore       | Squadra       | Tempo     |
| ---- | --------------- | ------------- | --------- |
| 1    | Danilo Di Luca  | Liquigas      | 22h47'11" |
| 2    | Janez Brajkovič | Discovery Ch. | a 4"      |
| 3    | Andrej Kašečkin | Astana        | a 18"     |

### 7ª tappa
- 1º settembre: León > Alto de El Morredero (Ponferrada) – 154 km

Risultati
| Pos. | Corridore             | Squadra       | Tempo    |
| ---- | --------------------- | ------------- | -------- |
| 1    | Alejandro Valverde    | C. d'Epargne  | 4h01'05" |
| 2    | Carlos Sastre         | Team CSC      | a 4"     |
| 3    | J. Á. Gómez Marchante | Saunier Duval | a 6"     |

| Pos. | Corridore          | Squadra       | Tempo     |
| ---- | ------------------ | ------------- | --------- |
| 1    | Janez Brajkovič    | Discovery Ch. | 26h48'27" |
| 2    | Alejandro Valverde | C. d'Epargne  | a 5"      |
| 3    | Carlos Sastre      | Team CSC      | a 10"     |

### 8ª tappa
- 2 settembre: Ponferrada > Lugo – 181 km

Risultati
| Pos. | Corridore           | Squadra | Tempo    |
| ---- | ------------------- | ------- | -------- |
| 1    | Aleksandr Vinokurov | Astana  | 4h02'11" |
| 2    | Ruggero Marzoli     | Lampre  | a 1"     |
| 3    | Uroš Murn           | Phonak  | s.t.     |

| Pos. | Corridore          | Squadra       | Tempo     |
| ---- | ------------------ | ------------- | --------- |
| 1    | Janez Brajkovič    | Discovery Ch. | 30h50'39" |
| 2    | Alejandro Valverde | C. d'Epargne  | a 5"      |
| 3    | Carlos Sastre      | Team CSC      | a 10"     |

### 9ª tappa
- 3 settembre: A Fonsagrada > Alto de La Cobertoria - 207,4 km

Risultati
| Pos. | Corridore           | Squadra      | Tempo    |
| ---- | ------------------- | ------------ | -------- |
| 1    | Aleksandr Vinokurov | Astana       | 5h50'43" |
| 2    | Alejandro Valverde  | C. d'Epargne | a 16"    |
| 3    | Andrej Kašečkin     | Astana       | a 21"    |

| Pos. | Corridore          | Squadra      | Tempo     |
| ---- | ------------------ | ------------ | --------- |
| 1    | Alejandro Valverde | C. d'Epargne | 36h41'31" |
| 2    | Andrej Kašečkin    | Astana       | a 27"     |
| 3    | Carlos Sastre      | Team CSC     | a 44"     |

### 10ª tappa
- 5 settembre: Avilés > Museo de Altamira (Santillana del Mar) – 199,3 km

Risultati
| Pos. | Corridore        | Squadra       | Tempo    |
| ---- | ---------------- | ------------- | -------- |
| 1    | Sérgio Paulinho  | Astana        | 4h33'44" |
| 2    | Davide Rebellin  | Gerolsteiner  | a 2"     |
| 3    | Xavier Florencio | Bouygues Tel. | s.t.     |

| Pos. | Corridore          | Squadra      | Tempo     |
| ---- | ------------------ | ------------ | --------- |
| 1    | Alejandro Valverde | C. d'Epargne | 41h19'09" |
| 2    | Andrej Kašečkin    | Astana       | a 27"     |
| 3    | Carlos Sastre      | Team CSC     | a 44"     |

### 11ª tappa
- 6 settembre: Torrelavega > Burgos – 173,6 km

Risultati
| Pos. | Corridore        | Squadra       | Tempo    |
| ---- | ---------------- | ------------- | -------- |
| 1    | Egoi Martínez    | Discovery Ch. | 4h20'32" |
| 2    | Iñigo Landaluze  | Euskaltel     | a 55"    |
| 3    | Volodymyr Hustov | Team CSC      | s.t.     |

| Pos. | Corridore          | Squadra      | Tempo     |
| ---- | ------------------ | ------------ | --------- |
| 1    | Alejandro Valverde | C. d'Epargne | 45h54'45" |
| 2    | Andrej Kašečkin    | Astana       | a 27"     |
| 3    | Carlos Sastre      | Team CSC     | a 44"     |

### 12ª tappa
- 7 settembre: Aranda de Duero > Guadalajara – 169,3 km

Risultati
| Pos. | Corridore     | Squadra    | Tempo    |
| ---- | ------------- | ---------- | -------- |
| 1    | Luca Paolini  | Liquigas   | 3h35'07" |
| 2    | Bart Dockx    | Davitamon  | a 5"     |
| 3    | Paolo Bettini | Quick Step | s.t.     |

| Pos. | Corridore          | Squadra      | Tempo     |
| ---- | ------------------ | ------------ | --------- |
| 1    | Alejandro Valverde | C. d'Epargne | 49h38'46" |
| 2    | Andrej Kašečkin    | Astana       | a 27"     |
| 3    | Carlos Sastre      | Team CSC     | a 44"     |

### 13ª tappa
- 8 settembre: Guadalajara > Cuenca – 180 km

Risultati
| Pos. | Corridore          | Squadra         | Tempo    |
| ---- | ------------------ | --------------- | -------- |
| 1    | Samuel Sánchez     | Euskaltel       | 4h03'43" |
| 2    | Thor Hushovd       | Crédit Agricole | s.t.     |
| 3    | Alejandro Valverde | C. d'Epargne    | s.t.     |

| Pos. | Corridore          | Squadra      | Tempo     |
| ---- | ------------------ | ------------ | --------- |
| 1    | Alejandro Valverde | C. d'Epargne | 53h42'21" |
| 2    | Andrej Kašečkin    | Astana       | a 35"     |
| 3    | Carlos Sastre      | Team CSC     | a 52"     |

### 14ª tappa
- 9 settembre: Cuenca > Cuenca – Cronometro individuale – 33 km

Risultati
| Pos. | Corridore           | Squadra       | Tempo  |
| ---- | ------------------- | ------------- | ------ |
| 1    | David Millar        | Saunier Duval | 40'54" |
| 2    | Fabian Cancellara   | Team CSC      | a 5"   |
| 3    | Aleksandr Vinokurov | Astana        | a 13"  |

| Pos. | Corridore          | Squadra      | Tempo     |
| ---- | ------------------ | ------------ | --------- |
| 1    | Alejandro Valverde | C. d'Epargne | 54h23'28" |
| 2    | Andrej Kašečkin    | Astana       | a 48"     |
| 3    | Carlos Sastre      | Team CSC     | a 1'25"   |

### 15ª tappa
- 10 settembre: Motilla del Palancar > Factoria Ford – 182 km

Risultati
| Pos. | Corridore         | Squadra      | Tempo    |
| ---- | ----------------- | ------------ | -------- |
| 1    | Robert Förster    | Gerolsteiner | 4h24'55" |
| 2    | Stuart O'Grady    | Team CSC     | s.t.     |
| 3    | Danilo Napolitano | Lampre       | s.t.     |

| Pos. | Corridore          | Squadra      | Tempo     |
| ---- | ------------------ | ------------ | --------- |
| 1    | Alejandro Valverde | C. d'Epargne | 58h48'23" |
| 2    | Andrej Kašečkin    | Astana       | a 48"     |
| 3    | Carlos Sastre      | Team CSC     | a 1'25"   |

### 16ª tappa
- 12 settembre: Almería > Osservatorio di Calar Alto – 145 km

Risultati
| Pos. | Corridore           | Squadra      | Tempo    |
| ---- | ------------------- | ------------ | -------- |
| 1    | Igor Antón          | Euskaltel    | 4h29'42" |
| 2    | Alejandro Valverde  | C. d'Epargne | a 23"    |
| 3    | Aleksandr Vinokurov | Astana       | s.t.     |

| Pos. | Corridore           | Squadra      | Tempo     |
| ---- | ------------------- | ------------ | --------- |
| 1    | Alejandro Valverde  | C. d'Epargne | 58h48'23" |
| 2    | Aleksandr Vinokurov | Astana       | a 1'42"   |
| 3    | Carlos Sastre       | Team CSC     | s.t.      |

### 17ª tappa
- 13 settembre: Adra > Granada – 167 km

Risultati
| Pos. | Corridore           | Squadra       | Tempo    |
| ---- | ------------------- | ------------- | -------- |
| SQ   | Tom Danielson       | Discovery Ch. | 4h09'55" |
| 1    | Aleksandr Vinokurov | Astana        | s.t.     |
| 2    | Samuel Sánchez      | Euskaltel     | a 1'12"  |

| Pos. | Corridore           | Squadra      | Tempo     |
| ---- | ------------------- | ------------ | --------- |
| 1    | Aleksandr Vinokurov | Astana       | 67h29'41" |
| 2    | Alejandro Valverde  | C. d'Epargne | a 9"      |
| 3    | Carlos Sastre       | Team CSC     | a 1'51"   |

### 18ª tappa
- 14 settembre: Granada > Sierra de la Pandera – 153 km

Risultati
| Pos. | Corridore             | Squadra       | Tempo    |
| ---- | --------------------- | ------------- | -------- |
| 1    | Andrej Kašečkin       | Astana        | 3h57'39" |
| 2    | Aleksandr Vinokurov   | Astana        | s.t.     |
| 3    | J. Á. Gómez Marchante | Saunier Duval | a 30"    |

| Pos. | Corridore           | Squadra      | Tempo     |
| ---- | ------------------- | ------------ | --------- |
| 1    | Aleksandr Vinokurov | Astana       | 71h27'08" |
| 2    | Alejandro Valverde  | C. d'Epargne | a 53"     |
| 3    | Andrej Kašečkin     | Astana       | a 2'06"   |

### 19ª tappa
- 15 settembre: Jaén > Ciudad Real – 205,3 km

Risultati
| Pos. | Corridore         | Squadra         | Tempo    |
| ---- | ----------------- | --------------- | -------- |
| 1    | José Luis Arrieta | AG2R Prév.      | 5h30'14" |
| 2    | Dmitriy Fofonov   | Credit Agricole | s.t.     |
| 3    | David Loosli      | Lampre          | a 2"     |

| Pos. | Corridore           | Squadra      | Tempo     |
| ---- | ------------------- | ------------ | --------- |
| 1    | Aleksandr Vinokurov | Astana       | 77h08'38" |
| 2    | Alejandro Valverde  | C. d'Epargne | a 53"     |
| 3    | Andrej Kašečkin     | Astana       | a 2'06"   |

### 20ª tappa
- 18 settembre: Rivas-Vaciamadrid > Rivas-Vaciamadrid – Cronometro individuale – 27,5 km

Risultati
| Pos. | Corridore           | Squadra      | Tempo  |
| ---- | ------------------- | ------------ | ------ |
| 1    | Aleksandr Vinokurov | Astana       | 33'39" |
| 2    | Samuel Sánchez      | Euskaltel    | a 6"   |
| 3    | Alejandro Valverde  | C. d'Epargne | a 19"  |

| Pos. | Corridore           | Squadra      | Tempo     |
| ---- | ------------------- | ------------ | --------- |
| 1    | Aleksandr Vinokurov | Astana       | 77h42'17" |
| 2    | Alejandro Valverde  | C. d'Epargne | a 1'12"   |
| 3    | Andrej Kašečkin     | Astana       | a 3'12"   |

### 21ª tappa
- 17 settembre: Madrid > Madrid – 142,2 km

Risultati
| Pos. | Corridore      | Squadra         | Tempo    |
| ---- | -------------- | --------------- | -------- |
| 1    | Erik Zabel     | Team Milram     | 3h40'47" |
| 2    | Thor Hushovd   | Credit Agricole | s.t.     |
| 3    | Aurélien Clerc | Phonak          | s.t.     |

| Pos. | Corridore           | Squadra      | Tempo     |
| ---- | ------------------- | ------------ | --------- |
| 1    | Aleksandr Vinokurov | Astana       | 81h23'07" |
| 2    | Alejandro Valverde  | C. d'Epargne | a 1'12"   |
| 3    | Andrej Kašečkin     | Astana       | a 3'12"   |

## Evoluzione delle classifiche
| Tappa              | Vincitore                         | Classifica generale Maglia oro | Classifica a punti Maglia azzurra | Classifica scalatori Maglia arancione | Classifica combinata Maglia bianca | Classifica a squadre |
| ------------------ | --------------------------------- | ------------------------------ | --------------------------------- | ------------------------------------- | ---------------------------------- | -------------------- |
| 1ª                 | Team CSC                          | Carlos Sastre                  | Carlos Sastre                     | non assegnata                         | non assegnata                      | Team CSC             |
| 2ª                 | Paolo Bettini                     | Thor Hushovd                   | Paolo Bettini                     | Mario de Sárraga                      | Mario de Sárraga                   | Team CSC             |
| 3ª                 | Francisco Ventoso                 | Thor Hushovd                   | Thor Hushovd                      | Mario de Sárraga                      | David de la Fuente                 | Team CSC             |
| 4ª                 | Erik Zabel                        | Thor Hushovd                   | Thor Hushovd                      | Mario de Sárraga                      | David de la Fuente                 | Team CSC             |
| 5ª                 | Danilo Di Luca                    | Danilo Di Luca                 | Thor Hushovd                      | Danilo Di Luca                        | Danilo Di Luca                     | Discovery Channel    |
| 6ª                 | Thor Hushovd                      | Danilo Di Luca                 | Thor Hushovd                      | Danilo Di Luca                        | Danilo Di Luca                     | Discovery Channel    |
| 7ª                 | Alejandro Valverde                | Janez Brajkovič                | Thor Hushovd                      | Janez Brajkovič                       | Janez Brajkovič                    | Discovery Channel    |
| 8ª                 | Aleksandr Vinokurov               | Janez Brajkovič                | Thor Hushovd                      | Janez Brajkovič                       | Janez Brajkovič                    | Discovery Channel    |
| 9ª                 | Aleksandr Vinokurov               | Alejandro Valverde             | Thor Hushovd                      | Pietro Caucchioli                     | Alejandro Valverde                 | Discovery Channel    |
| 10ª                | Sérgio Paulinho                   | Alejandro Valverde             | Thor Hushovd                      | Pietro Caucchioli                     | Alejandro Valverde                 | Discovery Channel    |
| 11ª                | Egoi Martínez                     | Alejandro Valverde             | Thor Hushovd                      | Pietro Caucchioli                     | Alejandro Valverde                 | Discovery Channel    |
| 12ª                | Luca Paolini                      | Alejandro Valverde             | Thor Hushovd                      | Pietro Caucchioli                     | Alejandro Valverde                 | Discovery Channel    |
| 13ª                | Samuel Sánchez                    | Alejandro Valverde             | Thor Hushovd                      | Pietro Caucchioli                     | Alejandro Valverde                 | Discovery Channel    |
| 14ª                | David Millar                      | Alejandro Valverde             | Thor Hushovd                      | Pietro Caucchioli                     | Alejandro Valverde                 | Discovery Channel    |
| 15ª                | Robert Förster                    | Alejandro Valverde             | Thor Hushovd                      | Pietro Caucchioli                     | Alejandro Valverde                 | Discovery Channel    |
| 16ª                | Igor Antón                        | Alejandro Valverde             | Thor Hushovd                      | Pietro Caucchioli                     | Alejandro Valverde                 | Discovery Channel    |
| 17ª                | Tom Danielson Aleksandr Vinokurov | Aleksandr Vinokurov            | Thor Hushovd                      | Egoi Martínez                         | Alejandro Valverde                 | Discovery Channel    |
| 18ª                | Andrej Kašečkin                   | Aleksandr Vinokurov            | Thor Hushovd                      | Egoi Martínez                         | Alejandro Valverde                 | Discovery Channel    |
| 19ª                | José Luis Arrieta                 | Aleksandr Vinokurov            | Thor Hushovd                      | Egoi Martínez                         | Aleksandr Vinokurov                | Discovery Channel    |
| 20ª                | Aleksandr Vinokurov               | Aleksandr Vinokurov            | Thor Hushovd                      | Egoi Martínez                         | Aleksandr Vinokurov                | Discovery Channel    |
| 21ª                | Erik Zabel                        | Aleksandr Vinokurov            | Thor Hushovd                      | Egoi Martínez                         | Aleksandr Vinokurov                | Discovery Channel    |
| Classifiche finali | Classifiche finali                | Aleksandr Vinokurov            | Thor Hushovd                      | Egoi Martínez                         | Aleksandr Vinokurov                | Discovery Channel    |

## Classifiche finali

### Classifica generale - Maglia oro
| Pos. | Corridore             | Squadra       | Tempo     |
| ---- | --------------------- | ------------- | --------- |
| 1    | Aleksandr Vinokurov   | Astana        | 81h23'07" |
| 2    | Alejandro Valverde    | C. d'Epargne  | a 1'12"   |
| 3    | Andrej Kašečkin       | Astana        | a 3'12"   |
| 4    | Carlos Sastre         | Team CSC      | a 3'35"   |
| 5    | J. Á. Gómez Marchante | Saunier Duval | a 6'51"   |
| SQ   | Tom Danielson         | Discovery Ch. | a 8'09"   |
| 6    | Samuel Sánchez        | Euskaltel     | a 8'26"   |
| 7    | Vladimir Karpec       | C. d'Epargne  | a 10'36"  |
| 8    | Manuel Beltrán        | Discovery Ch. | a 10'47"  |
| 9    | Luis Pérez            | Cofidis       | a 11'32"  |
| 10   | Stijn Devolder        | Discovery Ch. | a 12'52"  |

### Classifica a punti - Maglia azzurra
| Pos. | Corridore           | Squadra         | Punti |
| ---- | ------------------- | --------------- | ----- |
| 1    | Thor Hushovd        | Crédit Agricole | 199   |
| 2    | Aleksandr Vinokurov | Astana          | 163   |
| 3    | Alejandro Valverde  | C. d'Epargne    | 147   |
| 4    | Samuel Sánchez      | Euskaltel       | 107   |
| 5    | Erik Zabel          | T-Mobile        | 104   |

### Classifica scalatori - Maglia arancione
| Pos. | Corridore           | Squadra       | Punti |
| ---- | ------------------- | ------------- | ----- |
| 1    | Egoi Martínez       | Discovery Ch. | 129   |
| 2    | Pietro Caucchioli   | Astana        | 117   |
| 3    | Alejandro Valverde  | C. d'Epargne  | 98    |
| 4    | Andrej Kašečkin     | Astana        | 84    |
| 5    | Aleksandr Vinokurov | Astana        | 82    |

### Classifica combinata - Maglia bianca
| Pos. | Corridore             | Squadra       | Punti |
| ---- | --------------------- | ------------- | ----- |
| 1    | Aleksandr Vinokurov   | Astana        | 8     |
| 2    | Alejandro Valverde    | C. d'Epargne  | 8     |
| 3    | Andrej Kašečkin       | Astana        | 15    |
| 4    | Carlos Sastre         | Team CSC      | 21    |
| 5    | J. Á. Gómez Marchante | Saunier Duval | 24    |

### Classifica squadre
| Pos. | Squadra                        | Tempo      |
| ---- | ------------------------------ | ---------- |
| 1    | Discovery Channel              | 243h36'42" |
| 2    | Caisse d'Epargne-Illes Balears | a 15'25"   |
| 3    | Astana                         | a 25'33"   |